# Finn 5 fel!
«Finn 5 Fel!» — пятый студийный альбом шведской рок-группы Gyllene Tider, выпущенный 9 июня 2004 года в Швеции. Альбом достиг первой строчки шведского чарта альбомов и возглавлял его на протяжении шести недель. Это первый солноценный студийный альбом группы записанный с 1984 года, когда вышел «The Heartland Café».
Альбом был положительно оценён критиками и стал коммерчески успешным. Он получил положительные отзывы и стал самым продаваемым альбомом Швеции 2004 года. Тираж издания достиг 230 000 экземпляров.

## Об альбоме
«Finn 5 Fel!» был записан и выпущен в год 25-летнего юбилея группы. В июле и августе того же года Gyllene Tider отправились в гастроли по Швеции, во время которых концерты посетили 492.252 человека.
Название альбома переводится на русский язык как «Найди 5 ошибок». Фотографии на первой и последней странице буклета к альбому практически одинаковые и отличаются только 5 вещами, а именно: (на главной обложке)
- Матс МП Перссон сидит без стула
- Количество куропаток — 2, а не 3
- Андерс Херрлин протягивает вперёд правую руку
- Расстояние между Пером и Андерсом больше, видны камни
- У Пера на лацкане пиджака нет красной розочки

Звукозаписывающая компания EMI, которая выпускала альбом устроила викторину для поклонников группы. На последней странице буклета есть информация о том, что до 1 августа 2004 года по адресу «EMI Music Sweden AB/Finn5Fel! Box 24058, 104 50 Stockholm» можно было прислать список различий между двумя фотографиями и выиграть приз от Gyllene Tider.
В шведских хит-парадах альбом практически сразу после выхода завоевал первое место В записи альбома принимала участие Хелена Юсефссон (бэк-вокал)..
Продюсеры: Кларенс Эверман и Кристофер Лундквист.

Альбом записан: Aerosol Grey Machine Studios (Ёстерлен), Tits & Ass Studio (Хальмстад) и Polar Studios (Стокгольм) в период с января по март 2004 года.

Смикшировано: Кристофер Лундквист в апреле и мае 2004 года. Песни «Du måste skämta» и «72» смикшированы Майклом Ильбертом в апреле 2004 года в студии Мегафон, Стокгольм.
Номер по каталогу 7243 5 71092 2 2.

## Список композиций
1. En sten vid en sjö i en skog (2.40)
2. Solsken (3.00)
3. Tuffa tider (för en drömmare) (3.08)
4. Ordinärt mirakel (3.12)
5. Ta mej… nu är jag din! (2.49)
6. Jag borde förstås vetat bättre (3.32)
7. Du måste skämta (2.44)
8. Nere på gatan (3.17)
9. 72 (4.03)
10. Ande i en flaska (2.42)
11. Varje gång det regnar (3.29)
12. Hjärta utan hem (3.10)
13. Speciell (2.07)
14. Har du nånsin sett en dröm gå förbi? (4.08)

## Обзор песен
- Демоверсия песни «72» была записана 31 января 2002 года на английском языке под названием «Monster Hangover» в студии «Tits & Ass». Она никогда не использовалась для Roxette, но была переведена на шведский язык и вошла на альбом Gyllene Tider. Демоверсия доступна в коробке «The Per Gessle Archives» («Demos & Other Fun Stuff!», vol. 3).

## Демоверсии
В полночь 25 декабря 2021 года Пер Гессле сделал подарок поклонникам группы и выпустил цифровой альбом с демоверсиями песен для данного альбома. Собрание получило название «The Per Gessle Archives — Finn 5 fel! demos». Несмотря на то, что на оригинальном альбоме 14 композиций, демоверсий было выпущено всего девять. Сам Гессле объяснил это следующим образом: «Я записал всего девять демоверсий. Остальные песни были представлены группе уже во время записи альбома в студии. „Ande i en flaska“ — сумасшедшая версия песни „Ghost In The House“. „Ta mej… nu är jag din“ основана на тексте песни, демоверсию которой я записал для Roxette в ноябре 1999 года под названием „I Don’t Care If It Rains“. Она увидит свет скоро… или нет.»
Список выпущенных демоверсий:
1. En sten vid en sjö i en skog — T&A Demo, 28 Okt 2003 — 2:42
2. Tuffa tider (för en drömmare) — T&A Demo, 30 Dec 2003 — 3:25
3. Ordinärt mirakel — T&A Demo, 2 Dec 2003 — 2:42
4. Jag borde förstås vetat bättre — T&A Demo, 28 Okt 2003 — 3:20
5. Nere på gatan — T&A Demo, 3 Dec 2003 — 2:57
6. 72 — T&A Demo, 20 Juli 2002 — 3:47
7. Varje gång det regnar — T&A Demo, 27 Okt 2003 — 3:37
8. Hjärta utan hem — T&A Demo, 2 Dec 2003 — 3:00
9. Speciell — T&A Demo, 28 Dec 2003 — 2:32

## Чарты и сертификация

### Недельные чарты
- Норвежский чарт альбомов VG-lista: 26 место[6]
- Шведский чарт альбомов Sverigetopplistan: 1 место[7]

### Чарт по окончании года
- Шведский чарт альбомов Sverigetopplistan: 1 место[8]

### Сертифицация
- Швеция (GLF): трижды «платиновый» (180 000 экз.)

### Награды
- Альбом получил премию Rockbjörnen[англ.] в категории «Шведский альбом года» в 2004 году. Примечательно, что годом ранее лауреатом этой же премии в этой же категории стал Пер Гессле со своим сольным альбомом «Mazarin» (2003).